# Sheri Moon
Sheri Moon, även känd som Sheri Moon Zombie, född Sheri Lyn Skurkis den 26 september 1970 i San Jose, Kalifornien, är en före detta modell i Playboy gift med Rob Zombie som har varit med på många av hans skivomslag. Hon har medverkat i långfilmer och på skivomslag för bandet White Zombie på deras remixalbum Supersexy Swingin' Sounds. Mest känd är hon som Baby Firefly från House of 1000 Corpses och uppföljaren The Devil's Rejects, samt som Deborah Myers från Halloween och uppföljaren Halloween II, vilka alla är regisserade av Rob Zombie.

## Filmografi
- 1999 – Rob Zombie: Living Dead Girl
- 2003 – House of 1000 Corpses
- 2004 – Toolbox Murders
- 2005 – The Devil's Rejects
- 2007 – Grindhouse (Segment: Werewolf Women of the SS)
- 2007 – Halloween
- 2008 – Californication (TV-serie)
- 2009 – Halloween II
- 2009 – The Haunted World of El Superbeasto (röst)
- 2010 – CSI: Miami (TV-serie)
- 2012 – The Lords of Salem
- 2013 – The Scissoring Part 2
- 2016 – 31